# Hoobastank
 (octobre 2021).
Si vous disposez d'ouvrages ou d'articles de référence ou si vous connaissez des sites web de qualité traitant du thème abordé ici, merci de compléter l'article en donnant les références utiles à sa vérifiabilité et en les liant à la section « Notes et références ».
Hoobastank est un groupe de rock alternatif américain originaire de Agoura Hills, en Californie.

## Biographie
Le groupe naît en 1994 pendant « The Battle of The Bands », un célèbre tremplin musical californien destiné aux groupes amateurs. Douglas Robb et Dan Estrin s’affrontent sur scène lors des éliminatoires ; puis, impressionnés l’un par l’autre, ils décident de quitter leurs groupes respectifs. Par la suite, le duo se voit rejoindre par Markku Lappalainen puis Chris Hesse.

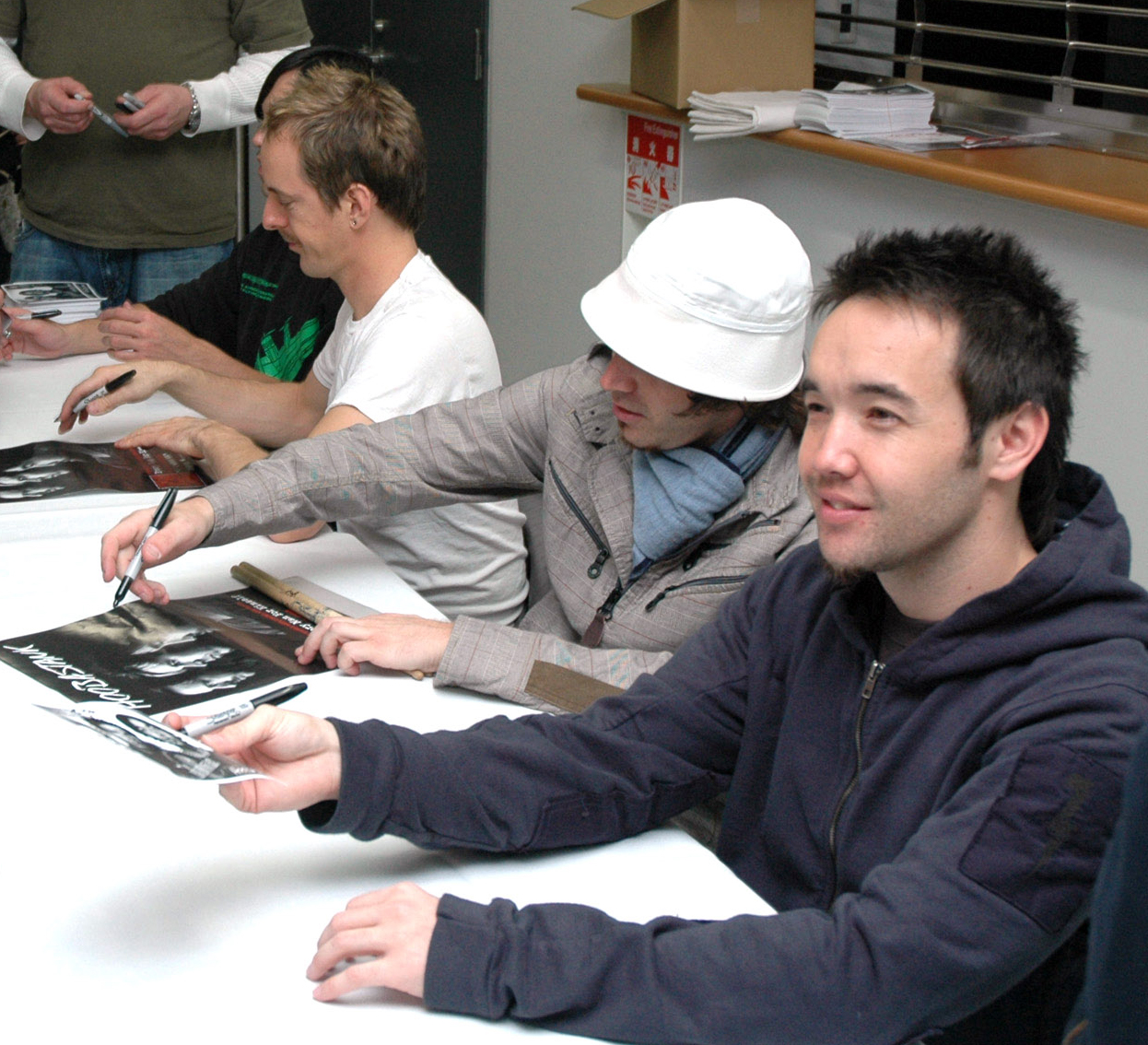
Les membres d'Hoobastank lors d'une séance d'autographes en janvier 2007.

Emportés par la tendance grunge, la formation se produit très vite au Roxy Club de Los Angeles, l’une des salles les plus prestigieuses aux États-Unis. En 1998, ils sortent leur premier album, They Sure Don’t Make Basketball Shorts Like They Used To, le groupe ne s'appelle pas encore Hoobastank mais Hoobustank. La gloire n’est pas encore au rendez-vous et l’œuvre ne s’écoule qu’à 2000 exemplaires.
À la période où est sorti l'album Hoobastank, le groupe a énormément tourné avec d'autres groupes tels que : Papa Roach, Incubus, P.O.D. et bien d'autres. Doug Robb et Dan Estrin apparaissent aux côtés de Jacoby Shaddix et Dave Buckner de Papa Roach dans le clip Oxygen's gone de Die Trying.
Trois ans plus tard suit le second album Hoobastank sous la houlette du producteur de Fiona Apple et d’Incubus : Jim Wirt. Les critiques sont conquis et le public commence à adhérer mais pour Hoobastank, ça ne suffit pas. Le groupe se retire une nouvelle fois et travaille déjà sur un troisième opus. Ce sera The Reason, diffusé en 2004 et qui rencontre un succès d'ampleur mondiale avec le single du même nom. Les chœurs de la chanson Out of control sont interprétés par Ian Watkins et Jamie Oliver du groupe Lostprophets. Ils feront également la tournée Meteora World Tour avec Linkin Park. Rob Bourdon, Mike Shinoda et Brad Delson du groupe Linkin Park ont fait les mêmes études que les membres du groupe Hoobastank, à Agoura High School.
À la suite de leur tournée durant l'été 2005 aux États-Unis, Markku quitte le groupe pour réintégrer les Tsunami Bomb, groupe auquel il appartenait avant Hoobastank. Il est remplacé par Josh Moreau.
Leur dernier album en date, Every Man For Himself, est sorti en 2006 aux États-Unis et dans le monde. Les trois singles sortis et extraits de cet album sont If I Were You, Inside Of You et Born To Lead.
On peut considérer cet album comme plus calme et mélodique que les précédents, visant surtout à mettre en valeur la voix de Douglas Robb, comme dans les chansons Moving Forward, The First Of Me, ou la superbe If Only. Néanmoins, d'autres chansons rappellent l'énergie du groupe, telles Good Enough, Without A Fight ou Don't Tell Me. L'album se termine avec la longue et hybride More Than A Memory.
Cet album pourtant réussi n'a pas eu le succès rencontré par le précédent.
Au début de l'année 2008, les membres de Hoobastank annoncent sur leur Myspace l'enregistrement de leur nouvel album, qui doit sortir d'ici à la fin de l'année. Entretemps, le groupe change à nouveau de bassiste, avec le départ de Josh Moreau, qui rejoint la formation de Katy Perry : il est remplacé par David Amezcua.
Fin septembre, Hoobastank présente le premier single du nouvel album, intitulé My Turn et disponible en écoute sur leur Myspace et leur site officiel, ainsi qu'en téléchargement sur iTunes. 
Le groupe donne plusieurs concerts (notamment un à l'université de Las Vegas en faveur de Barack Obama) afin de présenter leur nouvel opus mais avouent ne pas connaître encore son titre ni sa date de sortie. Finalement, ils annoncent que celui-ci s'intitulera For(n)ever (un néologisme né d'une contraction de forever et never) et sortira le 27 janvier 2009.
Le bassiste actuel est Jesse Charland qui semble être toujours plus officiel...
Deux nouvelles chansons ont été réalisées après For(n)ever : We Are One (utilisée sur Download To Donate, CD en faveur des victimes du séisme d'Haïti) et Never Be Here Again (utilisée sur la BO de la délégation des États-Unis aux JO de Vancouver 2010).
Un an après la sortie de For(n)ever, ils sont en studio afin d'enregistrer leur CD acoustique. Celui-ci serait a priori une compilation de leurs « anciennes » chansons en acoustique (Inside Of You fera surement partie de la liste des titres comme en témoignent les vidéos laissées sur le Twitter du groupe).
Depuis, le groupe a sorti un album disponible au Japon qui s'intitule : Is This The Day ?? (2010).
Cet album contient de nombreuses reprises d'albums précédents. L'image de l'album représente une guitare sur un fond noir.
Hoobastank sort un album en été 2012 nommé "Fight Or Flight". Quelques jours plus tard ils font écouter une chanson de l'album, " This Is Gonna hurt ".

## Membres

### Membres actuels
- Douglas Robb : chant, guitare (depuis 1994)
- Dan Estrin : guitare rythmique, chœurs (depuis 1994)
- Chris Hesse : batterie, percussions, chœurs (depuis 1995)
- Jesse Charland : basse, claviers, chœurs (depuis 2009)

### Anciens membres
- Jeremy Wasser : saxophone (1995–2000)
- Derek Kwan : saxophone (1997–1999)
- Markku Lappalainen : basse (1995-2005)
- Matt McKenzie : basse (2005)
- Josh Moreau : basse, chœurs (2006-2008)
- David Amezcua : basse, chœurs (2008-2009)

## Discographie

### Albums Studio
- 1998 : They Sure Don’t Make Basketball Shorts Like They Used To
- 2001 : Hoobastank
- 2003 : The Reason[1]
- 2006 : Every Man for Himself
- 2009 : For(n)ever
- 2012 : Fight or Flight
- 2018 : Push Pull

### Compilations
- 2009 : The Greatest Hits : Don't Touch My Moustache
- 2010 : Is This the Day?

### EP
- 1997 : Muffins
- 2002 : The Target EP (live)

### Vidéos
- 2005 : Let It Out
- 2006 : La Cigale
- 2009 : Live from the Wiltern